# 天安駅
天安駅（チョナンえき）は、大韓民国忠清南道天安市大興洞にある、韓国鉄道公社（KORAIL）の駅。

## 乗り入れ路線
線路名称上は京釜本線・長項線・天安連結線の3路線が乗り入れており、ITX-セマウル・セマウル号・ムグンファ号・ヌリロ・中部内陸循環列車（O-Train）が乗り入れる。また、天安連結線・長項線には首都圏電鉄1号線電車が走行する。1号線の駅ナンバリングはP169。
かつては安城線も乗り入れていたが、1989年1月1日に廃止になった。

## 歴史
- 1905年1月1日 - 開業。
- 1922年6月1日 - 朝鮮京南鉄道忠南線（現・長項線）が当駅から温陽温泉駅まで開業。
- 1925年11月1日 - 朝鮮京南鉄道京畿線（のちの安城線）が当駅から安城駅まで開業。
- 1986年11月15日 - 駅舍を改築。
- 1989年1月1日 - 安城線が全線廃止。
- 2004年3月31日 - トンイル号運転中止。
- 2005年1月20日 - 京釜電鉄線が当駅まで延伸開業。
- 2006年5月1日 - 小貨物取り扱い中止。
- 2007年11月1日 - 貨物取り扱い中止。
- 2008年12月15日 - 長項電鉄線が新昌駅まで開業。
- 2012年6月3日 - 午後4時50分頃、回送の客車2両が脱線。天安-新昌間が約9時間不通となった。
- 2013年5月15日 - 中部内陸循環列車（O-Train）乗り入れ開始。

## 駅構造

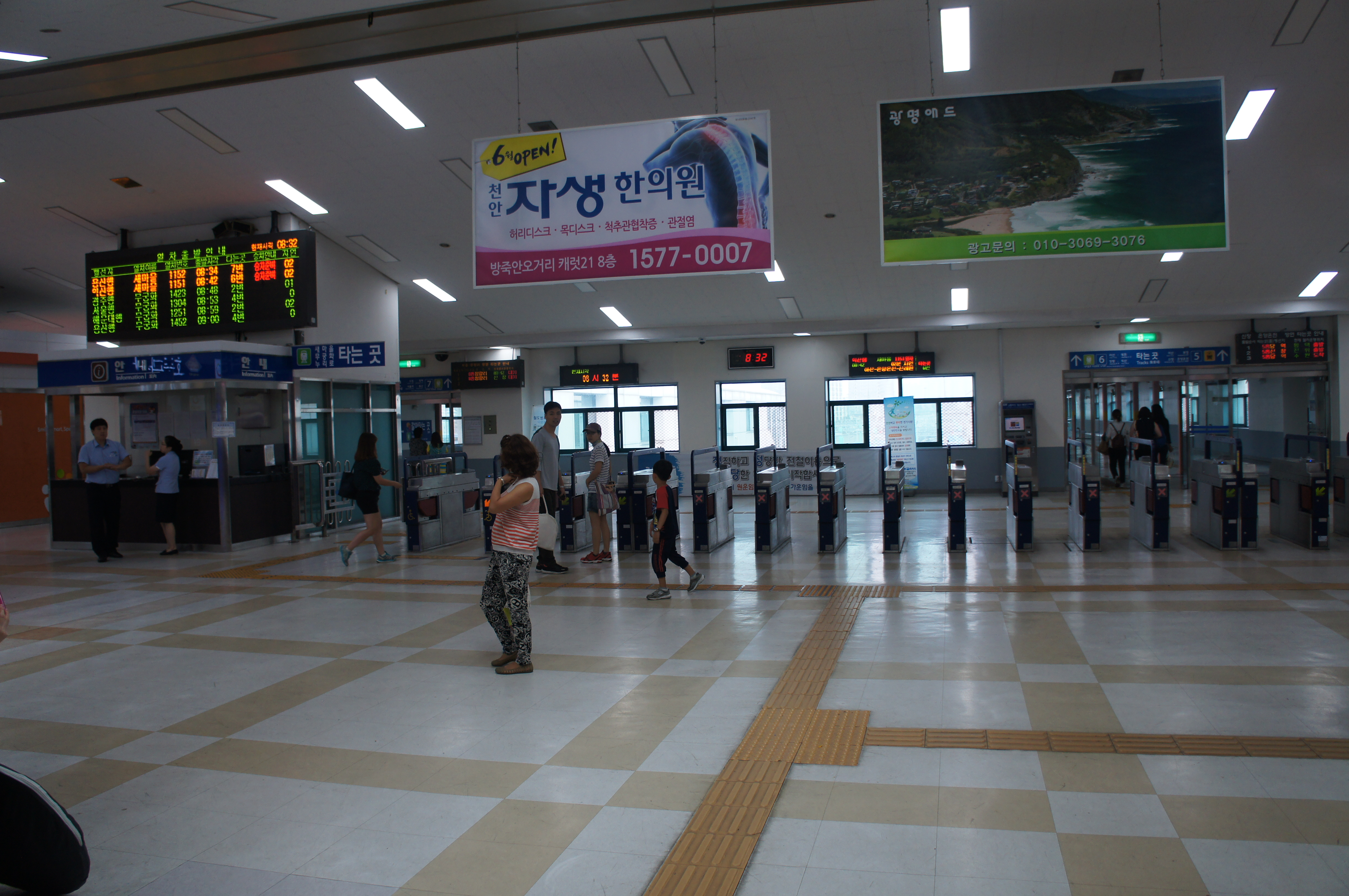
改札口（2014年8月15日）

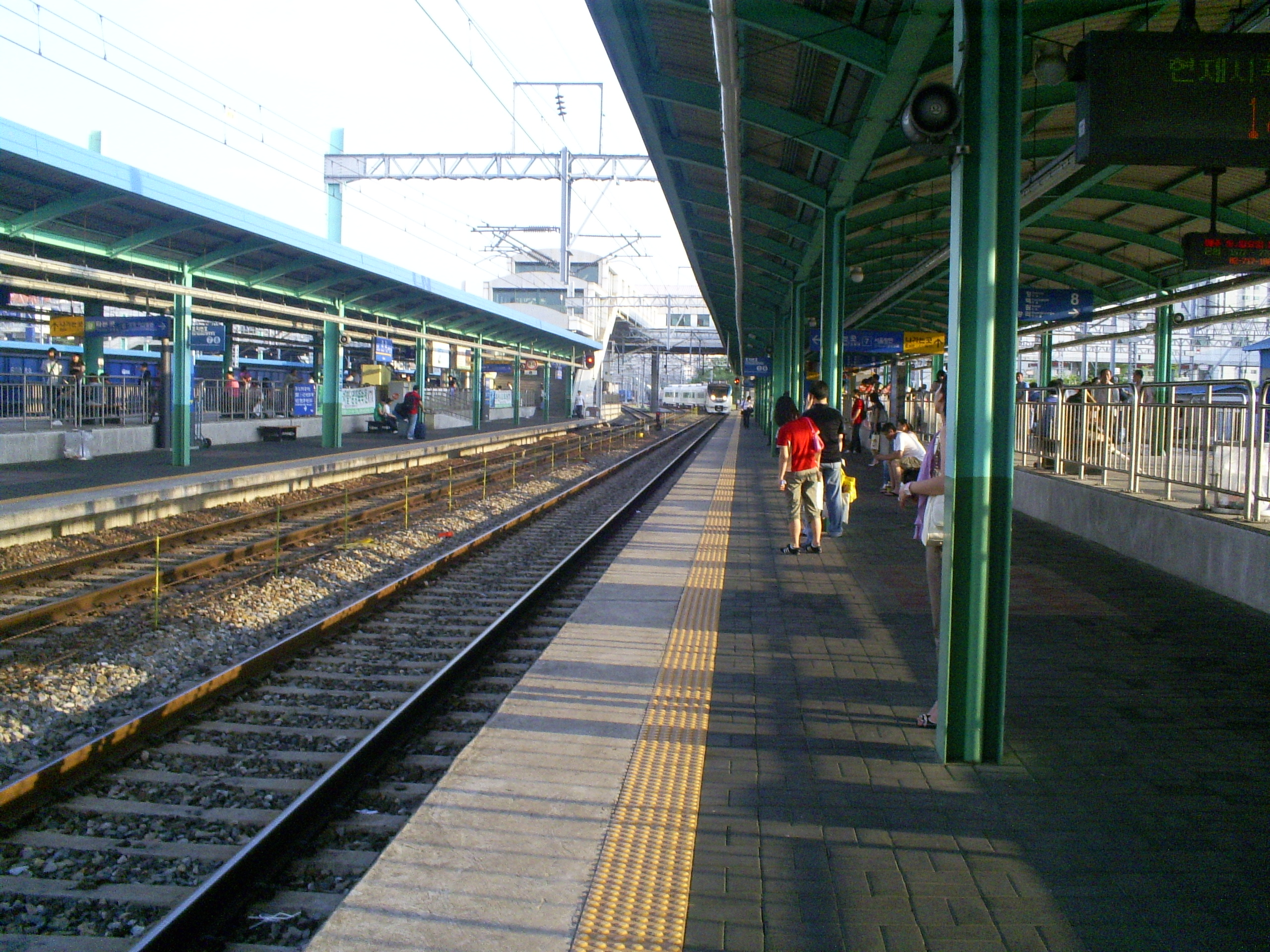
ホーム（2009年6月21日）

島式ホーム4面8線を有する地上駅で橋上駅舎を持つ。駅構造上、東西に施設が分かれる形となっており（通路で接続されている）、東側の1 - 4番線が京釜本線、西側の5 - 8番線が天安直結線・長項線の線路である。
長項線と京釜線を直通する列車は、当駅と斗井駅の間で天安直結線を経由し、斗井駅で京釜本線の線路に合流する。
電鉄と一般列車ではホームの高さが異なるため、5・6番線のホームと7・8番線のホームは段差が生じている。1号線の開業当時は電鉄と一般列車の改札内区域が完全に分離されていたが、現在は共用となっている。
現在の駅舎は一時的な駅舎であり、民資駅舎建設計画を韓国鉄道公社と天安駅民資駅舎㈱が共同で推進し、正式な駅舎を建設する予定だったが、後に凍結されている。

### のりば
| 1・2 | 京釜線（下り）                   | ITX-セマウル・ムグンファ号 ヌリロ・O-Train | 釜山・馬山・麗水エキスポ・木浦・光州・浦項・釜田・堤川方面 |
| 3・4 | 京釜線（上り）                   | ITX-セマウル・ムグンファ号 ヌリロ・O-Train | 水原・永登浦・龍山・ソウル方面                             |
| 5    | 長項電鉄線（下り）               | 緩行                                       | 双龍・牙山・温陽温泉・新昌方面（当駅到着列車も含む）       |
| 6    | 長項線（下り）                   | セマウル号・ムグンファ号・ヌリロ           | 牙山・洪城・長項・益山方面                                 |
| 7    | 天安直結線（京釜線直通）（上り） | セマウル号・ムグンファ号・ヌリロ           | 水原・永登浦・龍山・ソウル方面                             |
| 8    | 京釜電鉄線（天安直結線）（上り） | 急行・緩行                                 | 水原・九老・地下ソウル駅・清凉里方面（当駅始発列車も含む） |

配線図
| ↑ 斗井         |                |
| \| 87 \| 65 \| | \| 43 \| 21 \| |
| 鳳鳴 ↓         | 小井里 ↓       |

## 利用状況
優等列車
| 年度別 | 年度別 | 年度別 | 利用人員 | 利用人員   | 利用人員 | 利用人員 | 利用人員   | 利用人員 |
| 年度別 | 年度別 | 年度別 | 京釜線   | 京釜線     | 京釜線   | 京釜線   | 長項線     |          |
| 年度別 | 年度別 | 年度別 | セマウル | ムグンファ | トンイル | 合計     | 合計       |          |
| ------ | ------ | ------ | -------- | ---------- | -------- | -------- | ---------- | -------- |
| 2001年 | 下り   | 乗車   | 113658   | 1099925    | 15873    | 1229456  | 402198     |          |
| 2001年 | 下り   | 下車   | 77497    | 2041059    | 30711    | 2149267  | 京釜線合算 |          |
| 2001年 | 上り   | 乗車   | 128993   | 1936331    | 28680    | 2094004  | 京釜線合算 |          |
| 2001年 | 上り   | 下車   | 143417   | 1047456    | 23845    | 1214718  | 342880     |          |
| 2002年 | 下り   | 乗車   | 113382   | 1022725    | 15207    | 1151314  | 370871     |          |
| 2002年 | 下り   | 下車   | 77367    | 2046440    | 42674    | 2166481  | 京釜線合算 |          |
| 2002年 | 上り   | 乗車   | 130069   | 1978195    | 27649    | 2135913  | 京釜線合算 |          |
| 2002年 | 上り   | 下車   | 148821   | 983225     | 4778     | 1136824  | 330512     |          |
| 2003年 | 下り   | 乗車   | 117045   | 1026876    | 16856    | 1160777  | 349758     |          |
| 2003年 | 下り   | 下車   | 76990    | 2091202    | 34622    | 2202814  | 京釜線合算 |          |
| 2003年 | 上り   | 乗車   | 125457   | 2059092    | 25394    | 2209943  | 京釜線合算 |          |
| 2003年 | 上り   | 下車   | 157491   | 984603     | 22587    | 1164681  | 320472     |          |
| 2004年 | 下り   | 乗車   | 174581   | 1012835    | 4149     | 1191565  | 392027     |          |
| 2004年 | 下り   | 下車   | 215002   | 2400613    | 9081     | 2624696  | 京釜線合算 |          |
| 2004年 | 上り   | 乗車   | 287628   | 2343771    | 6510     | 2637909  | 京釜線合算 |          |
| 2004年 | 上り   | 下車   | 198162   | 981818     | 6394     | 1186374  | 373559     |          |
| 2005年 | 下り   | 乗車   | 192248   | 1263657    | 廃止     | 1455905  | 528879     |          |
| 2005年 | 下り   | 下車   | 198196   | 1209019    | 廃止     | 1407215  | 京釜線合算 |          |
| 2005年 | 上り   | 乗車   | 229843   | 1131516    | 廃止     | 1361359  | 京釜線合算 |          |
| 2005年 | 上り   | 下車   | 202005   | 1248983    | 廃止     | 1450988  | 529295     |          |

首都圏電鉄
| 年度   | 1日平均 乗車人員 |
| ------ | ---------------- |
| 2005年 | 11209            |
| 2006年 | 11231            |
| 2007年 | 11811            |
| 2008年 | 12161            |
| 2009年 | 10429            |
| 2010年 | 10164            |
| 2011年 | 10243            |
| 2012年 | 10035            |

## 駅周辺
西口、東口にそれぞれ駅前ロータリーがあり、東口のほうが市街地として栄えている。
- 東南区庁
- 中央図書館（朝鮮語版）
- 天安第一高等学校（朝鮮語版）
- 天安市教育庁
- 天安商工会議所
- 天安中央初等学校（朝鮮語版）
- 天安南山初等学校（朝鮮語版）
- 天安初等学校（朝鮮語版）
- 福者女子高等学校（朝鮮語版）
- 天安北中学校（朝鮮語版）
- 天安高等学校（朝鮮語版）
- 桂光中学校（朝鮮語版）
- 天安総合バスターミナル（朝鮮語版）
- 九老電動車事務所天安分所（車両基地）
- 韓国鉄道公社忠南支社

## バス路線
天安駅周辺のバス停は3ヶ所ある。当記事では便宜上A、B、Cの停留所に区分した。
| 1番出口（東部広場） | 1番出口（東部広場） | 1番出口（東部広場） |
| ------------------- | ------------------- | --- |
| A                   | 天安駅 東部広場     | 11（東部）, 22, 23, 24, 70, 310, 384, 392, 400, 600, 601, 614, 620, 621, 640, 650, 660, 662, 700, 701, 710, 711, 720, 730, 830, 840, 850, 860, 900, 901, 910, 911, 920, 921, 930, 931, 970, 980, 981, 982 |
| B                   | 天安駅              | 2, 15, 25, 51, 71, 82, 100, 110, 112, 113, 122, 200, 201, 500, 512, 530, 531, 540, 870, 900, 901 |
| 2番出口（西部広場） |                     | |
| C                   | 天安駅 西部広場     | 3, 11（西部） |

## 隣の駅
韓国鉄道公社
京釜本線
ITX-青春
平沢駅 - 天安駅  - 鳥致院駅
ITX-セマウル
平沢駅 - 天安駅  - 鳥致院駅/西大田駅
ヌリロ
平沢駅 - 天安駅  - 鳥致院駅
ムグンファ号
平沢駅/成歓駅 - 天安駅  - 全義駅/鳥致院駅
O-Train
水原駅 - 天安駅 - 五松駅
長項線
セマウル号・ムグンファ号・ヌリロ
平沢駅（京釜線直通） - 天安駅  - 牙山駅
 京釜電鉄線・長項電鉄線
A急行・B急行・緩行
斗井駅 (P168) - 天安駅 (P169) - 鳳鳴駅 (P170)

### かつて存在した鉄道路線
韓国鉄道庁
安城線
天安駅 - 安城駅